# Марлисон
Ма́рлисон Консейса́н Оливе́йра (порт.-браз. Marlyson Conceição Oliveira; род. 17 декабря 1997, Розариу, Мараньян) — бразильский футболист, нападающий клуба «Фигейренсе».

## Биография

### Ранние годы
Родился в городе Розариу, штат Мараньян. Воспитанник клубов «Итапекуренсе» и «Жоинвиль». Взрослую футбольную карьеру начал в 2017 году в «Жоинвилле», в футболке которого дебютировал 2 февраля 2017 в ничейном (0:0) выездном поединке 2-го тура Лиги Катариненсе 1 против «Фигейренсе». Марлисон вышел на поле на 74-й минуте, заменив Сиро. Дебютным голом во взрослом футболе отличился 23 февраля 2017 на 64-й минуте проигранного (1:4) выездного поединка 7-го тура Лиги Катариненсе 1 против «Интернасьонала». Марлисон вышел на поле на 46-й минуте, заменив Сиро. Первым голом на национальном уровне отличился 9 марта 2017 на 86-й минуте победного (3:1) домашнего поединка кубка Бразилии против «Гурупи». Оливейра вышел на поле 46-й минуте, заменив Лусио Флавио. В Серии C (третий по силе дивизион бразильского чемпионата) дебютировал 11 июля 2017 года в ничейном (1:1) выездном поединке 9-го тура против «Можи-Мирин». Марлисон вышел на поле на 62-й минуте, заменив Рикарду Лопеша. Единственным голом за «Жоинвиль» в Серии C отличился 15 апреля 2018 года на 67-й минуте победного (1:0) домашнего поединка 1-го тура против «Ипиранга (Эрешин)». Оливейра вышел на поле на 46-й минуте, заменив Алиссона. За два сезона, проведенные в команде, в Лиге Катариненсе сыграл 25 матчей (4 гола), в Примейра-Лиге — 1 поединок, в Серии C — 13 матчей (1 гол), в кубке Бразилии — 6 поединков (2 гола).

### «Понте-Прета» и аренда в «Парану»
Зимой 2019 присоединился к «Понте-Прета». В футболке нового клуба дебютировал 4 февраля 2019 года в проигранном (1:2) выездном поединке 5-го тура Серии A1 Лиги Паулиста против «Ред Булл Брагантино». Марлисон вышел на поле на 69-й минуте, заменив Матеуса Оливейру. С февраля по март 2019 года провел 5 поединков в Лиге Паулиста, после чего отправился в аренду в «Парану». В футболке новой команды дебютировал 28 апреля 2019 в ничейном (1:1) выездном поединке 1-го тура бразильской Серии B против «Вила-Нова». Оливейра вышел на поле на 64-й минуте, заменив Рамона, а на 88-й минуте отличился своим единственным голом за «Парану». За команду играл редко, провел 3 поединка в Серии B, в которых отличился 1 голом.

### «Сан-Бернарду» и «Боа»
В начале 2020 года оказался в «Сан-Бернарду», в футболке которого дебютировал 23 января того же года в победном (1:0) поединке 1-го тура Серии A2 Лиги Паулисты против «Сан-Бенту». Марлисон вышел на поле в стартовом составе и отыграл весь матч, а на 85-й минуте, реализовав пенальти, отличился своим первым голом за «Сан-Бернарду». В команде провел полгода, за это время в Серии A2 Лиги Паулисты сыграл 17 матчей, в которых отличился 8-мя голами.
В начале октября 2020 года перешел в «Боа». Дебютировал в новой команде 10 октября того же года в ничейном (0:0) выездном поединке 10-го тура Серии C против «Волта-Редонды». Оливейра вышел на поле в стартовом составе, на 14-й минуте получил желтую карточку, а на 57-й минуте его заменил Итало. Единственным голом за Боа отметился 10 ноября 2020 года на 70-й минуте ничейного (2:2) выездного поединка 14-го тура Серии C против «Бруски». Оливейра вышел на поле в стартовом составе, а на 78-й минуте его заменил Майкон Соуза. За вторую половину 2020 сыграл 9 матчей (1 гол) в бразильской Серии C.

### «XV де Пирасикаба» и «Фигейренсе»
В начале 2021 года оказался в «XV де Пирасикаба». Дебютировал за новую команду 28 февраля 2021 в победном (1:0) выездном поединке 1-го тура Серии A2 Лиги Паулиста против «Сертаожиньо». Марлисон вышел на поле в стартовом составе и отыграл весь матч, а на 90-й минуте, реализовав пенальти, отличился еще и дебютным голом за «XV де Пирасикаба». В команде выступал до середины мая 2021 года, в 14 матчах Серии A2 Лиги Паулиста отличился 3-мя голами.
Летом 2021 стал игроком «Фигейренсе», в футболке которого дебютировал 17 июля того же года в ничейном (0:0) домашнем поединке 8-го тура Серии C против «Ботафого (Рибейран-Прету)». Оливейра вышел на поле на 89-й минуте, заменив Диего Тавареша. В июле 2021 года сыграл 2 поединка Серии C, в обоих случаях выходил на поле в конце встречи со скамейки запасных.

### «Металлист 1925»
В начале августа 2021 года отправился в годовалую аренду с правом выкупа в украинский клуб «Металлист 1925», где получил футболку с 33-м игровым номером.
Из-за полномасштабного российского вторжения в Украину арендное соглашение футболиста с «Металлистом 1925» было досрочно прекращено, и 1 апреля 2022 года Марлисон вернулся в «Фигейренсе».